# Rondón (plato)
El rondón (en castellano) más conocido en inglés como rundown, run dun, también fling-me-far o fling mi for es un guiso típico de la cocina caribeña, particularmente la gastronomía jamaicana y de la provincia de Bocas del Toro , Colón en Panamá y el caribe de Costa Rica. La gastronomía trinitobaguense, hoy en día se consume en varios países de la región caribeña.
Consiste en una sopa a base de leche de coco, cocida con diferentes tipos de productos del mar (pescado, cangrejos, langostas pequeñas u otros mariscos) así como plátano, ñame, tomate y cebolla, y se sazona con varios condimentos. A menudo se usa caballa (fresca o en salazón) como ingrediente principal del plato. Otros pescados igualmente comunes son el bacalao (fresco o en salazón), la alosa, el pez espada, pez encurtido y casabe. Tradicionalmente, el plato se sirve con una guarnición de dumplings o frutipán cocido.
El rondón se sirve generalmente en los restaurantes jamaicanos, y también es un plato típico para desayunar en Jamaica y en San Andrés y Providencia, archipiélago de Colombia. Es un plato común en todas el Caribe anglófono, pero en Puerto Rico, Colombia, Panamá, Costa Rica, Nicaragua y Venezuela también.

## Historia
El rondón se originó en Jamaica y fue exportado a América Latina por los trabajadores inmigrantes afrojamaicanos que emigraron a principios del siglo XIX para construir proyectos como el Canal de Panamá o los ferrocarriles costarricenses. La población de Jamaica, después de abandonar sus hogares en África, Europa y Asia, se vio obligada a usar la cantidad limitada de productos (pescado y leche de coco) que estaban disponibles de forma silvestre en la isla. Aunque la mayoría de los jamaiquinos son de ascendencia africana mixta, el plato no se consume en el continente africano ni en ningún otro continente. Sin embargo, ahora es consumido por pequeñas minorías en la isla de Tobago, así como en áreas de Sudamérica y Centroamérica en donde viven expatriados jamaicanos.
«Rondón» es un término del inglés patuá jamaicano y el criollo sanandresano que pasó tal cual al castellano. Proviene de run down («hecho polvo», «deshecho») que a su vez podría provenir de runny («aguado»), por la salsa. El nombre también podría originarse en la forma en que el pescado se cocina completamente, hasta que se desmorona.

## Ingredientes
- 2 litros de leche de coco.
- 1 kg de pescado (o caracol).
- 500 g de cerdo salado (pig-tail o cualquier otra pieza).
- 2 plátanos verdes, pelados y cortados enteros a lo largo.
- 500 g de yuca, pelada y picada.
- 500 g de ñame, pelado y picado.
- 250 g de papas peladas y picadas.
- 250 g de fruta del árbol del pan, pelada y picada.
- 8 dumplings.
- 2 cucharadas de albahaca y orégano frescos, picados.
- Sal y pimienta a gusto

## Preparación

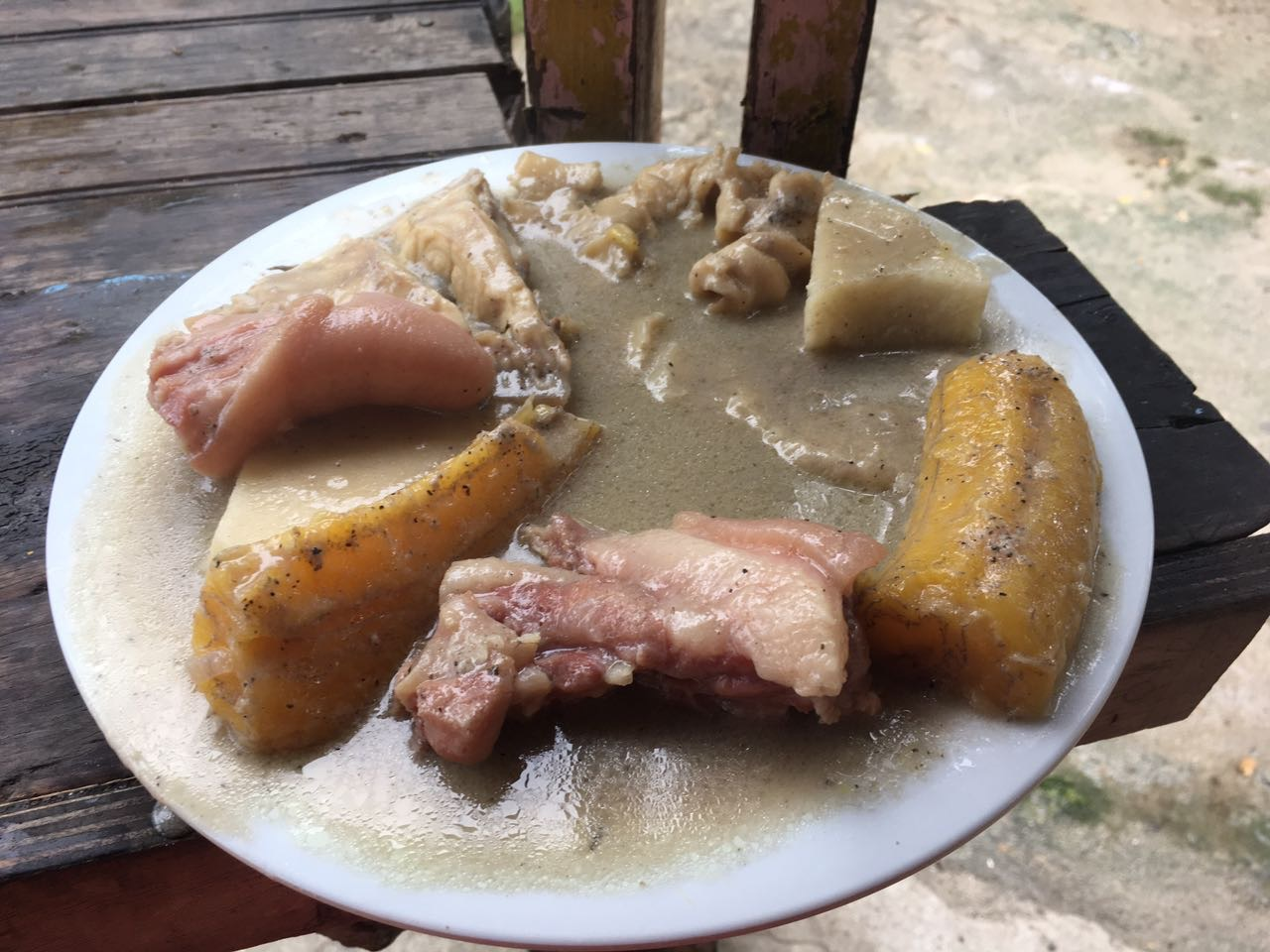
Plato de rondón.

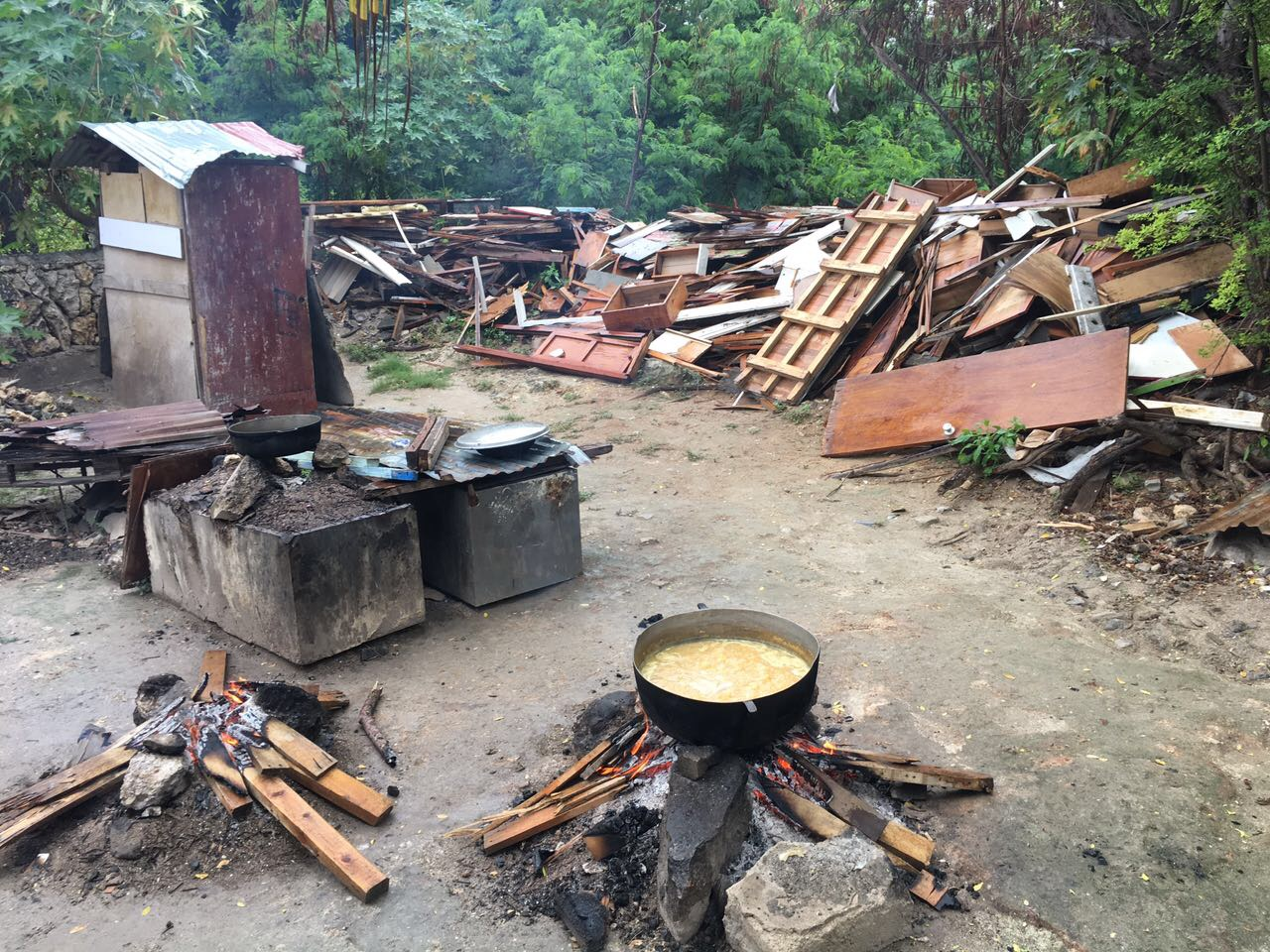
Preparación de Rondón en San Andrés (Colombia).

Dado que el rondón es un plato tradicional compartido por diferentes países, los ingredientes pueden variar de una región a otra. Sin embargo, la leche de coco es un ingrediente esencial en todas las variantes.
En Nicaragua, la carne utilizada puede ser pescado, carne de res, cerdo o incluso de tortuga, un ingrediente común en la cocina caribeña pero también ilegal en algunos países, a los que se agregan condimentos. Puede incluir pimientos, cebolla, plátanos, yuca, yautía y argán. En la costa caribeña de Costa Rica, los ingredientes incluyen yuca, taro, ñame, plátano y plátanos verdes. La carne puede ser pescado, langostas o cangrejos y especias como tomillo, ajo, cebolla y chile habanero o panameño, un ingrediente importante en la gastronomía costarricense. Se puede servir con dumplings de harina. En la isla de San Andrés (Colombia), los ingredientes utilizados son pescado, caracoles, otros mariscos o carne de cerdo. Las verduras incluyen yuca, taro, plátano, papas y las especias utilizadas incluyen albahaca, orégano, pimientos, cebolla y ajo. En Panamá, los mariscos preparados con leche de coco se pueden servir con arrozo patacones y ensalada.
En las zonas costeras de Colombia, el rondón se denomina «cazuela de mariscos». Este plato puede ser preparado con mariscos, carne de cerdo en salazón, raíces, frutipán y plátanos cocinados en leche de coco..
En Trinidad Granada, y Barbados un plato similar que utiliza aceite de palma se conoce como oil down, que generalmente se prepara con carne de res o cerdo salada, frutipán, aceite de palma y condimentos hervidos en leche de coco hasta que alcance una consistencia espesa. Este plato es similar a yumma, un plato del Koongo.

## Lectura complementaria
- Ross, Marjorie (1991). La magia de la cocina limonense. Editorial Universidad de Costa Rica. p. 321. ISBN 9789977671758. Consultado el 14 de abril de 2015.

- Jiménez Acuña, Ana Carolina (2007). Sazonando recuerdos: anécdotas, historia y recetas de cocina de Puerto Viejo de Talamanca. Editorial Universidad Estatal a Distancia. p. 234. ISBN 9789968314954. Consultado el 14 de abril de 2015.
- Barthley, Ricardo (2003). Rondón de Mariscos (enlace roto disponible en Internet Archive; véase el historial, la primera versión y la última)..
- Smith, Sara (2013). Caribbean Rondon Soup.
- Sky Juice and Flying Fish: Tastes Of A Continent - Jessica B. Harris - Google Books p. (unlisted).
- Passionate Vegetarian - Crescent Dragonwagon - Google Books p. 206.
- Frommer's Jamaica - Darwin Porter, Danforth Prince - Google Books p. 9.